# قيساريات مدينة حلب
القيساريات تعد أحد أشكال المنشآت التجارية والحرفية، وهي من أقدم أنواع المنشآت التجارية في المدينة التراثية العريقة حلب - سوريا، فكان وجودها ضرورة مع ماعرفت به حلب من تطور صناعي وتجاري كبير في تاريخها ولتلبية حاجات المجتمع والتجار.
أول نشوء لها كان في العصور الرومانية كمراكز لجباية الحرير الطبيعي القادم من الصين عبر سوريا.
واستُمرّ بإنشائها في العصور الإسلامية لتمارس أدواراً أساسية في التجارة والصناعة وأحيانا أدواراً ثانوية كسكن مؤقت لبعض العائلات الفقيرة.

## المفهوم اللغوي للقيسارية
القيسارية مصطلح غير عربي دخل اللغة العربي، مشتق من اسم قيصر «قيصرية»
وهذه التسمية أطلقت على الخان الصغير في العصر العباسي الحاوي في داخله على دكاكين ومعامل تضم ورشات عمل صغيرة ومتنوعة، جمع الكلمة قيساريات.
ذكرها الغزي في كتابه (نهر الذهب في تاريخ حلب) تحت اسم قاسارية، وهي أبنية تختص بالتجارة والصناعة معاً، كما يحتوي بعضها غرفا لإقامة الغرباء والصنعاء من العمال.
وبما أن حلب كانت وما زالت مشهورة بالصناعة وخاصة بصناعة النسيج فقد كانت القيساريات مجمعات من لأنوال النسيج التقليدي الشهير في مدينة حلب.

## الشكل المعماري
تتشكل القيسارية من مجموعة من المحلات والغرف تفتح على فناء داخلي وتتوزع على طابقين وأحيانا تحتوي على قبو وبئر ماء.

## مواقع القيساريات
تنقسم القيساريات في مدينة حلب إلى نوعين:
1- القيساريات الواقعة في قلب الأسواق وكما هو معروف ان حلب بها أكبر الاسواق المسقوفة في العالم، تختص بتجارة البضائع الثمينة بشكل أساسي، مثال عنها قيسارية الحكاكين وقيسارية الصاغة وغيرها في حلب.
2- القيساريات الواقعة خارج الأسواق والأسوار
تقوم بشكل أساسي بتصنيع وتجارة السلع الكمالية وظهرت هذه القيساريات في القرن الثامن عشر في أطراف الأسواق والمدينة، مثال عنها قيسارية النسيج والسجاد الموجودة في الجديدة والقسطل حرامي بحلب

## واقع القيساريات في مدينة حلب
تعاني القيساريات اليوم تدهور في بنيتها الفيزيائية وتعود أسباب هذا التدهور إلى عدة عوامل المنطقة ويمكن حصر العوامل بـ:
الإهمال الحكومي، تعديات معمارية وإنشائية، سوء الاستخدام، قصور بعض القوانين (الملكية والإيجار) على حماية القيساريات، غياب القوانين الصارمة المخصصة بحماية التراث المعماري، التساهل في تطبيق نظام مخالفات البناء في حلب القديمة بشكل خاص.

## توزع القيساريات في مدينة حلب

توزيع القيساريات في مدينة حلب

بلغ عدد القيساريات في مدينة حلب القديمة «داخل أسوارها وخارجها» في بداية القرن الماضي أكثر من خمسين قيسارية وذلك بحسب المراجع القديمة أما المراجع الحالية فتشتمل على 34 قيسارية، توزعها مبيّن وفق الجدول التالي:
العدد 50 ليس بالعدد الغريب أو الكبير بالنسبة لمدينة مثل مدينة حلب التي عرفت منذ القدم بأنها مركز نشاط تجاري وصناعي، والجدير بالذكر أن رحالة فرنسي يدعى «دارفيو» يذكر أن في نهاية القرن السابع عشر حوالي 1600 كان هنالك 187 قيسارية مقابل 68 خاناً.

## الوضع الحالي للقيساريات
وضع القيساريات الحالي يبيّن مدى التدهور التي وصلت إليه، من إهمال وتغييرات ناتجة عن ترميمات خاطئة وتبدلات في طبيعتها ووظيفتها.
حاليا يستخدم قسم كبير منها كمستودعات تجارية. وقد عانت القيساريات في مصر والخانات من الإهمال متل خان الشناقرة والقيسارية الملاصقة له وامتدادها بمدينة اسنا بالاقصر